# Pendleton (Oregon)
Pendleton je město v severovýchodním Oregonu v okrese Umatilla County s 16 612 obyvateli. Rozkládá se podle řeky Umatilla River. V roce 1868 byl pojmenován podle George H. Pendletona, který v roce 1864 kandidoval za Demokraty na viceprezidenta. Město je sídlem okresu Umatilla County. Funguje zde Pendleton Woolen Mills a nemocnice St. Anthony Hospital.
Město je známo také konáním Pedletonského výročního srazu, tj. rodea, které popisuje ve své knize Poslední kolo, Opravdový western, Ken Babbs a Ken Kesey.